# جاومي غراو
جاومي غراو (بالإسبانية: Jaume Grau) هو لاعب كرة قدم إسباني، ولد في 1997 في Tavernes de la Valldigna ‏ في إسبانيا. لعب مع أوساسونا.

## روابط خارجية
- جاومي غراو على موقع قاعدة بيانات كرة القدم.إي يو (الإنجليزية)
- جاومي غراو على موقع Soccerway.com (الإنجليزية)
- جاومي غراو على موقع عالم كرة القدم.نت (الإنجليزية)